# فرانسوا موبانژی
فرانسوا موبانژی (انگلیسی: François Moubandje؛ زادهٔ ۲۱ ژوئن ۱۹۹۰) یک بازیکن فوتبال اهل سوئیس است.
از باشگاه‌هایی که در آن بازی کرده‌است می‌توان به سروت ۱۸۹۰ و تولوز اشاره کرد.
وی همچنین در تیم ملی فوتبال سوئیس بازی کرده‌است.